# Vaclav Vytlacil
Vaclav Vytlacil fue un artista y profesor de arte estadounidense y uno de los primeros y más influyentes defensores de las doctrinas de Hans Hoffman en los Estados Unidos.

## Vida
Nació en Nueva York, el 1 de noviembre de 1892. A una edad temprana se trasladó con sus padres a Chicago. En 1906 comenzó estudios en el Instituto de Arte de Chicago, volviendo a Nueva York con una beca para estudiar en la Liga de Estudiantes de Arte en 1913. En la Liga estudió bajo el retratista John C. Johansen. Vytlacil abandonó la Liga tras ser contratado como profesor en la Escuela de Arte de Minneapolis. También pasó una temporada en Europa, trabajando como asistente de Hans Hofmann y estudianado el movimiento cubista.
Durante la década de 1930 y principios de 1940, Vytlacil enseñó en varios lugares, incluyendo la Liga de Estudiantes de Arte de Nueva York, el Queens College de Nueva York, el Black Mountain College en Carolina del Norte, el Colegio de Artes y Oficios en Oakland, California, y en otras escuelas de arte. En 1946 regresó al claustro de profesores de la Liga de Estudiantes de Arte en la que permaneció hasta su jubilación, en 1978. Ayudó a su amigo Jan Matulka a obtener un trabajo en la Liga de Estudiantes de Arte de Nueva York. Entre sus alumnos se encontraron artistas como Louise Bourgeois, Willem de Kooning, Knox Martin, Frank O'Cain, Robert Rauschenberg, James Rosenquist, Cy Twombly o Tony Smith entre otros.
También fue conocido por ser uno de los fundadores del grupo de Artistas Abstractos Estadounidenses. Falleció en Nueva York, el 5 de enero de 1984. Después de su muerte, su hija Ana legó sus bienes inmuebles del Condado de Rockland a la Liga de Estudiantes de Arte de Nueva York.

## Legado
Ha sido clasificado junto a los grandes pintores modernistas, como Pablo Picasso, Henri Matisse, Georges Braque o Ben Shahn, por parte de algunos críticos, incluyendo a Howard Devree del New York Times.
Hay obras de Vytlacil presentes en las colecciones de varios museos, incluyendo el Museo de Arte Moderno de Nueva York, el Museo Whitney de Arte Estadounidense, el Museo Smithsoniano de Arte Americano o el Museo Metropolitano de Arte. Entre sus alumnos se encuentra la escultora Dorothy Rieber Joralemon. Su estudiante Frank O'Cain sigue enseñando pintura, diseño y composición de color de acuerdo con los principios teóricos de Vytlacil en la Liga de Estudiantes de Arte de Nueva York.